# Xã Hayes, Quận Otsego, Michigan
Xã Hayes (tiếng Anh: Hayes Township) là một xã thuộc quận Otsego, tiểu bang Michigan, Hoa Kỳ. Năm 2010, dân số của xã này là 2.619 người.